# Aldo Moretti
Aldo Moretti (Tarcento, 20 novembre 1909 – Udine, 26 luglio 2002) è stato un presbitero e partigiano italiano.
Sacerdote cattolico, come Tenente Cappellano di fanteria del 40º Reggimento fu insignito della Medaglia d'oro al valor militare. Dopo la firma dell'armistizio dell'8 settembre 1943 ha combattuto nelle file partigiane con il nome di battaglia "Lino" e fu tra i fondatori della Brigata Osoppo.

## Biografia
Nacque a Tarcento il 20 novembre 1909, figlio di Antonio e Giuseppina Rumiz, ed era il più giovane di ben 12 fratelli. Dopo aver studiato a Tarcento, Mels e Udine, tra il 1928 al 1935 fu ospite del Pontificio Seminario lombardo per gli studi universitari di Roma. 
Nel 1931 si laurea in filosofia presso l'Pontificia accademia di San Tommaso d'Aquino, conseguendo poi il dottorato in teologia all'Università Gregoriana (1932) e al Pontificio Istituto Biblico (1935). Il 26 marzo 1932 fu ordinato sacerdote a Udine. A partire dal 1935, e per molti anni ricopre il ruolo di docente di lingua ebraica e di sacre scritture presso il Seminario arcivescovile di Udine. Dopo l'entrata in guerra dell'Italia, il 10 giugno 1940 parte per l'Africa settentrionale italiana come cappellano militare, assegnato al 40º Reggimento fanteria "Bologna". In Africa assistette spiritualmente i soldati italiani fino a che, gravemente ferito a Tobruk il 26 novembre 1941, fu fatto prigioniero dagli inglesi. Dopo un periodo di convalescenza trascorso in un ospedale da campo fu portato in Egitto, venendo liberato nel corso del 1942, per essere subito rimpatriato ed esonerato dal servizio militare a causa della gravissime mutilazioni subite. Dopo l'armistizio dell'8 settembre 1943, con il nome di battaglia di "Lino" fu fondatore ed organizzatore della Divisione d'assalto partigiana "Osoppo", operante nella Resistenza friulana. Nel 1947 viene insignito della Medaglia d'oro al valor militare a vivente. Nel 1970 è tra i promotori della costituzione dell'Istituto friulano per la storia del movimento di liberazione (Ifsml) di Udine.
Aldo Moretti è stato, anche, negli ultimi anni di vita assistente delle suore del Carmelo di Montegnacco di Cassacco. Infatti, era stato promotore della costruzione del relativo monastero. Attualmente la Medaglia d'oro ricevuta è stata fusa per la creazione della porticina del tabernacolo del Carmelo.

### Le ricostruzioni dell'eccidio di Porzûs
Monsignor Aldo Moretti affermò in più occasioni di ritenere che l'eccidio di Porzûs fosse stato compiuto «…nell'interesse della causa slovena, ma il comando del IX Corpus intuì che era molto utile ai suoi scopi il coinvolgere degli italiani e trovò, con l'indispensabile consenso degli uomini del PCI, un italiano, il garibaldino Mario Toffanin ("Giacca") che accettò di rendersi esecutore materiale del misfatto con la sua GAP».
In un'intervista a Famiglia Cristiana del 1997, Moretti espresse anche l'opinione secondo la quale gli Alleati, pensando già al dopoguerra e temendo la collaborazione tra i partigiani cattolici e quelli comunisti, avessero cercato di dividere quel fronte fino a sacrificare la Osoppo per mano delle formazioni comuniste oramai al servizio degli jugoslavi, al fine di screditarle: «…lavorare per dividerci, anzi di sacrificarci per gettare l'ombra del discredito sulle formazioni comuniste, alle dipendenze di un esercito, quello jugoslavo, che ormai era visto come conquistatore e non più come alleato. Insomma gli Alleati erano preoccupati del loro futuro governo nella zona.».
Ancora, secondo Moretti, le stesse denunce di Radio Londra contro Elda Turchetti sarebbero rientrate in tale strategia. Questi sostenne inoltre che gli attriti fra i garibaldini e gli osovani dell'autunno del 1944 avevano dato la stura a voci di collaborazione tra il gruppo Osoppo e le forze nazifasciste, voci peraltro recisamente negate: «Qualche intesa umanitaria, nessun tradimento. Tentavamo solo di anticipare la pace in un angolo del fronte». In quell'atmosfera di sospetto due proposte di alleanza contro le formazioni comuniste giunsero alla Osoppo da parte del federale fascista di Udine Mario Cabai per conto dello Sturmbannführer delle SS Ludolf Jakob von Alvensleben, ma furono subito respinte da Moretti con due lettere, datate 28 dicembre 1944 e 10 gennaio 1945, fatte pervenire al federale di Udine tramite l'arcivescovo Giuseppe Nogara. Le voci tuttavia divennero insistenti quando Cino Boccazzi, partigiano della Osoppo preso prigioniero dalla Xª Flottiglia MAS, fu effettivamente mandato a Udine (secondo la ricostruzione data da Moretti – e ribadita in sede processuale dallo stesso Boccazzi – sotto la minaccia di veder uccisa la propria moglie e i propri figli se si fosse rifiutato) per cercare un contatto ai fini di una possibile intesa RSI-Alleati per la difesa del confine orientale.
L'ufficiale britannico in incognito a Udine Thomas Rowort "Nicholson" – a cui era stata riferita la proposta – attese prima di consultarsi con il comando a Londra, che rispose poi negativamente all'offerta così come risposero negativamente gli osovani. L'attesa rese ancora più forti le voci di una possibile trattativa tra la Osoppo e la Decima Mas. Le accuse di collaborazionismo con i fascisti e con i tedeschi continuarono anche dopo la fine della guerra e vennero ripetute ancora negli anni novanta e negli anni duemila. L'ipotesi di Moretti del coinvolgimento dei servizi segreti britannici non fu in seguito approfondita dalla storiografia internazionale, se non da alcuni autori – segnatamente Alessandra Kersevan e Goradz Bajc – in termini più ampi, laddove le attività di detti servizi segreti vengono inserite in un quadro di doppi e tripli giochi comprendente svariati altri attori.

### Periodici
- Aldo Moretti, La "questione nazionale" del goriziano nell'esperienza osovana (1943-1945), in I cattolici isontini nel XX secolo, III, Gorizia, Istituto di Storia Sociale e Religiosa, 1987,  p. 194.
- Roberto Di Lenardo, Ricordo dei Fanti Friulani e Veneti di Mons. Aldo Moretti, in Il Fante d'Italia, n. 1, Milano, Associazione Nazionale del Fante, marzo 2012,  pp. 19-20.